# Phultala
Phultala è un sottodistretto (upazila) del Bangladesh situato nel distretto di Khulna, divisione di Khulna. Si estende su una superficie di 56,83 km² e conta una popolazione di 83.881 abitanti (dato censimento 2011).